# Durch die Nacht mit …
Durch die Nacht mit … ist eine Dokumentarfilmserie des ZDF für den deutsch-französischen Kulturkanal ARTE nach einer Formatidee des ehemaligen ARTE-Koordinators beim ZDF Hans Günther Brüske, realisiert u. a. von Edda Baumann-von Broen, Cordula Kablitz-Post, Martin Pieper und Hasko Baumann. Die Reihe wird seit 2002 an verschiedenen Schauplätzen, überwiegend in Deutschland und Frankreich gedreht. Der Titel in der französischen Sprachversion ARTEs lautet Au cœur de la nuit (Im Herzen der Nacht).

## Handlung
Zwei Prominente aus Kunst und Kultur verbringen einen Abend miteinander und werden dabei von zwei Kamerateams begleitet.
Die Stadt, in der das Treffen stattfindet, ist meistens, aber nicht zwingend Arbeits- oder Wohnort von mindestens einem der Protagonisten. Eine Ausnahme hierzu bildet zum Beispiel die Sendung mit den Musikern Goldie und Skream, die sich vor ihren Auftritten auf dem Festival Melt trafen.
Es gibt keinen Moderator, der die Begegnung lenkt, nur die zu besuchenden Orte sind vorher geplant. Dadurch besteht der Reiz des Abends einzig in der Interaktion der zwei Protagonisten, die sich teilweise kennen und ähnlichen Genres entstammen, teilweise aber auch erst bei den Dreharbeiten zur Sendung das erste Mal aufeinandertreffen. Häufig treten unangekündigte Gäste auf, die aus dem öffentlichen Leben bekannt sind und die Protagonisten einen Teil der Sendung begleiten.

## Folgen und Mitwirkende
| Folge | Erstausstrahlung   | Titel (bzw. Mitwirkende)                         | Ort                                  | Unangekündigte Gäste |
| ----- | ------------------ | ------------------------------------------------ | ------------------------------------ | --- |
| 001 * | 10. Mai 2002       | Christoph Schlingensief und Christian Thielemann | Berlin                               | |
| 002 * | 24. Januar 2003    | Christoph Schlingensief und Michel Friedman      | Frankfurt                            | Hannelore Elsner, Johnny Klinke |
| 003 * | 14. Februar 2003   | Dirk Nowitzki und Till Brönner                   | Dallas                               | Mark Cuban |
| 004   | 9. Mai 2003        | Gloria von Thurn und Taxis und Leo König         | New York                             | |
| 005 * | 3. Oktober 2003    | Franka Potente und John Carpenter                | Los Angeles                          | Hans Zimmer |
| 006 * | 10. Oktober 2003   | Fatih Akın und Thea Dorn                         | Istanbul                             | |
| 007   | 17. Oktober 2003   | Barbara Hendricks und Henning Mankell            | Stockholm                            | Ture Rangström |
| 008   | 24. Oktober 2003   | Nina Hagen und Katharina Thalbach                | Ibiza                                | |
| 009   | 7. November 2003   | Benjamin Biolay und Karl Bartos                  | Paris                                | Hadley Hudson, Marcus Kreiss, Thierry Planelle |
| 010 * | 14. November 2003  | Marina Abramović und Ismael Ivo                  | Berlin                               | Vlasdislav Mamychev-Monroe, Klaus Biesenbach |
| 011 * | 1. April 2004      | Anke Engelke und Nikolai Kinski                  | Berlin                               | Frank Jürgen Krüger, Oliver Korittke, Françoise Cactus |
| 012 * | 5. Mai 2004        | Udo Kier und Grayson Perry                       | London                               | |
| 013 * | 1. Juni 2004       | Christoph Schlingensief und Jörg Immendorff      | Berlin                               | Jonathan Meese, Nicole Hackert, Bruno Brunnert, Martina Prinz |
| 014   | 6. Juli 2004       | Julie Delpy und Bela B.                          | Paris                                | Vanessa Seward |
| 015 * | 5. Oktober 2004    | Bryan Ferry und Dieter Meier                     | Zürich                               | Suzanna Vock, Trudi Götz, Christoph Marthaler |
| 016   | 7. Dezember 2004   | Heike Makatsch und Peaches                       | Berlin                               | Marilyn Manson, Dita von Teese, Wally Potts |
| 017 * | 2. März 2005       | Otto Sander und István Szabó                     | Budapest                             | András Bálint |
| 018 * | 7. Juni 2005       | Moritz Bleibtreu und Oliver Pocher               | Hamburg                              | Fatih Akın, Adam Bousdoukos |
| 019 * | 5. Juli 2005       | Markus Lüpertz und Hermann Nitsch                | Wien                                 | Valie Export, Agnes Essl, Christian Attersee |
| 020   | 5. Oktober 2005    | Bai Ling und DJ Hell                             | München                              | Lola Paltinger, FLATZ, Charles Schumann |
| 021   | 6. Dezember 2005   | Carl Barât und Adam Green                        | London                               | Tracey Moberley, Anat Ben-David, The Worm Lady |
| 022   | 7. Februar 2006    | Leander Haußmann und Alice Schwarzer             | Köln                                 | |
| 023 * | 8. März 2006       | Judith Holofernes und Lewis Trondheim            | Montpellier                          | Odile Duboc, Martin Gerbier, Pola Roy |
| 024 * | 4. April 2006      | Calixto Bieito und Michel Houellebecq            | Barcelona                            | Josep Maria Pou |
| 025 * | 3. Mai 2006        | Dolph Lundgren und Ralph Herforth                | Stockholm                            | Brian Fitkin, Thomas Bernstrand |
| 026   | 6. Juni 2006       | Sibylle Berg und Katja Riemann                   | Zürich                               | Walter Kündig, Sissi Zöbeli, Raphael Gygax, Andro Wekua, Matthias Hartmann |
| 027   | 4. Juli 2006       | Shirin Neshat und Henry Rollins                  | New York                             | Sussan Deyhim, Richard Horowitz, Karen Tighe |
| 028   | 2. August 2006     | Klaus Maria Brandauer und Campino                | Düsseldorf                           | Andreas Meurer, Michael Breitkopf, Anne Blankenberg, Paul Meister, Alexander Spengler |
| 029   | 5. September 2006  | Bruce LaBruce und Jörg Buttgereit                | Toronto                              | Tom Madarasz, Tara, Maistress Demonica, Rodrigo Gudiño |
| 030   | 3. Oktober 2006    | Mieze Katz und Eva Padberg                       | Berlin                               | Meike Vollmar, Ali Kepenek, Anja Kantowski |
| 031   | 7. November 2006   | Luc Bondy und Susanne Lothar                     | Berlin                               | Ulrich Mühe, Max Neumann, Thomas Ostermeier |
| 032   | 5. Dezember 2006   | Stewart Copeland und Daniel Hope                 | Los Angeles                          | Andy Summers |
| 033   | 6. Februar 2007    | Robert Wilson und Amira Casar                    | Paris                                | Benoît Maréchal, Madeleine Marion |
| 034   | 6. März 2007       | Mark Benecke und Michaela Schaffrath             | Köln                                 | Burkhard Arnold, Ralf König, Thekla N. Gras |
| 035   | 17. April 2007     | Jessica Schwarz und Jonathan Meese               | Ahrensburg und Hamburg               | Brigitte Meese, Dieter Strupart, Benjamin von Stuckrad-Barre |
| 036   | 1. Mai 2007        | Bastian Pastewka und Frank Plasberg              | Fischland-Darß-Zingst                | Torsten Meier, Frank Schleich |
| 037   | 5. Juni 2007       | Franco Nero und Fred Williamson                  | Rom                                  | Barbara Bouchet, Enzo G. Castellari, Lorenzo De Luca, Alex Mariotti |
| 038   | 7. August 2007     | Hélène Grimaud und Rolando Villazón              | Berlin                               | Sasha Waltz |
| 039   | 4. September 2007  | Ai Weiwei und Wim Delvoye                        | Kassel                               | |
| 040   | 2. Oktober 2007    | Thomas D und Thomas Dybdahl                      | Stavanger                            | |
| 041   | 7. November 2007   | Pierre Woodman und Brian Yuzna                   | Prag                                 | Whitney Ward, Dick D. Zigun, David Blaine, Joe Boobs |
| 042   | 5. Dezember 2007   | Asia Argento und Joe Coleman                     | New York                             | |
| 043   | 17. Januar 2008    | Zaha Hadid und Michael Schindhelm                | Dubai                                | |
| 044   | 3. April 2008      | Rosa von Praunheim und Todd Verow                | Berlin                               | Ichgola Androgyn, Master Patrick, David Pakzad, Pascual Jordan, Mirko Freiwald, Philly |
| 045   | 8. Februar 2008    | Joy Denalane und Michael Michalsky               | Berlin                               | Angela Schönberger, Samon Kawamura, Gerd Theerkorn |
| 046   | 6. März 2008       | Alec Empire und Robert Stadlober                 | Wien                                 | Doris Schartmüller, Shorty Schartmüller, Franz Zwickl, Thomas Ölsböck, Jogi Neufeld, Günter Unger |
| 047   | 1. Mai 2008        | Billy Corgan und Uli Jon Roth                    | Hamburg                              | Karsten Kretschmer, Daniel Hope, Chris Adams, Rudolf Schenker |
| 048   | 5. Juni 2008       | Julia Franck und Jens Friebe                     | Berlin                               | Bernd Boche, Ingrid Kaech, Hans Narva |
| 049   | 4. Juli 2008       | James Ellroy und Bruce Wagner                    | Los Angeles                          | Rose McGowan |
| 050   | 7. August 2008     | Wayne Wang und Ha Jin                            | Boston                               | Gish Jen |
| 051   | 4. September 2008  | Thees Uhlmann und Feridun Zaimoglu               | Wales                                | |
| 052   | 2. Oktober 2008    | Goldie und Skream                                | Melt!-Festival                       | |
| 053   | 6. November 2008   | H. P. Baxxter und Heinz Strunk                   | Hamburg                              | |
| 054   | 4. Dezember 2008   | Miranda July und David Shrigley                  | Paris                                | |
| 055   | 22. Januar 2009    | Henryk M. Broder und Kai Diekmann                | Berlin                               | |
| 056   | 16. April 2009     | Claire Denis und Jeff Mills                      | Paris                                | |
| 057   | 5. Februar 2009    | Joseph E. Stiglitz und Bruce Greenwald           | New York                             | Simon de Pury, Dennis Berman, Kirk Henckel |
| 058   | 5. März 2009       | Yannick Dahan und Xavier Gens                    | Paris                                | Lamence Madzou, Nitro, Erwan Suquet, Seyf El Haouech, Etinenne Jaumer, Kourtrajme |
| 059   | 22. Mai 2009       | Dave Arnold und Tim Raue                         | New York                             | David Chang, Louis DiPalo, Johnny Iuzzini, Sam Mason, Jeffrey Steingarten |
| 060   | 4. Juni 2009       | Liza Minnelli und Fritz Wepper                   | New York                             | Alberto Mugrabi, Ron Lewis |
| 061   | 2. Juli 2009       | Chris Crawford und Jason Rohrer                  | San Francisco                        | |
| 062   | 6. August 2009     | Alan Cumming und Ian Rankin                      | Edinburgh                            | Mark William, Howie Nicholsky |
| 063   | 3. September 2009  | Uwe-Karsten Heye und Michael Spreng              | Berlin                               | Malte Cherdron, Peter Frey, Christoph Frank, Steffen Reiche, Klaus Staek, Jörg Thadeusz |
| 064   | 1. Oktober 2009    | Götz Alsmann und Roland Kaiser                   | Münster                              | Chris Viegener, Rob Maas, Peter Overschmidt, Bruder Bruno, Alf Nienstedt |
| 065   | 25. November 2009  | Alejandro Jodorowsky und Daniel Pinchbeck        | Paris                                | |
| 066   | 3. Dezember 2009   | Tony Juniper und Björn Lomborg                   | Kopenhagen                           | Martin Ågerup, Jacob Fuglsang Mikkelsen, Bjarke Ingels, Peter Ingwersen |
| 067   | 5. Januar 2010     | Zoë Bell und Diablo Cody                         | Los Angeles                          | |
| 068   | 2. Februar 2010    | Josef Hader und Daniel Kehlmann                  | Wien                                 | David Schalko |
| 069   | 16. Februar 2010   | Christopher Doyle und Nonzee Nimibutr            | Bangkok                              | Aom Pongvilai |
| 070   | 2. März 2010       | Lars Eidinger und Oda Jaune                      | Sofia                                | Sonia Zavarchik, Javor Geradev, Svetlin Rusev, Ventsislav Zankov |
| 071   | 6. April 2010      | Robby Naish und Max Raabe                        | Sylt                                 | |
| 072   | 1. Juni 2010       | Robert Marawa und Marcel Reif                    | Johannesburg                         | |
| 073   | 7. Juli 2010       | Uli Edel und William Friedkin                    | Los Angeles                          | |
| 074   | 4. August 2010     | Michael Haneke und Ferdinand von Schirach        | Venedig                              | Fabrizio Ramacciotti, Olga Neuwirth, Ulrich Tukur |
| 075   | 7. September 2010  | Harmony Korine und Gaspar Noé                    | Nashville                            | Chris Gantry, Sam Cooper, Chris Crofton, Dave Cloud, Paul Booker |
| 076   | 5. Oktober 2010    | Juliette Lewis und Crispin Glover                | Prag                                 | |
| 077   | 2. November 2010   | Richard Norton und Cynthia Rothrock              | Berlin                               | Ahmad Mohammed, Orce Feldschau, Andre Mewis, Movie-Do, Ralf Häger |
| 078   | 7. Dezember 2010   | Wolfgang Joop und Bill Kaulitz                   | Paris                                | |
| 079   | 4. Januar 2011     | Garri Kasparow und Peter Thiel                   | New York                             | Thor Leonardo Halvorssen Mendoza, Frank Brady, Maurice Ashley, Columbia University Robotics Group |
| 080   | 1. Februar 2011    | Béatrice Dalle und Virginie Despentes            | Paris                                | Maria Beatty, Juliette Dragon, Zoé Kill Kill Pussycat, France de Griessen, Paul Toupet, Gaël Morel, François Sagat |
| 081   | 1. März 2011       | Melissa Auf der Maur und Jennifer Lynch          | Montreal                             | Ziggy Eichenbaum |
| 082   | 5. April 2011      | Dirk von Lowtzow und René Pollesch               | Berlin                               | Gisela Höhne, Sophie Rois, Helene Hegemann, Alice Creischer, Andreas Siekmann |
| 083   | 3. Mai 2011        | Rolf Eden und Rosa von Praunheim                 | Berlin                               | |
| 084   | 7. Juni 2011       | Moby und Will Cotton                             | New York                             | Inka Essenhigh, Rachel Gladfelter, Laurel Nakadate, Tim Fain, Rose Dergan, Daniel Nardicio |
| 085   | 5. Juli 2011       | Marwan Hamed und Rafi Pitts                      | Kairo                                | Baho Bakhsh, Safei El Din Mahmoud |
| 086   | 2. August 2011     | Aṣa und Gentleman                                | Lagos                                | Keziah Iones, General Pype, Ade Bantu |
| 087   | 6. September 2011  | Gael García Bernal und JR                        | Buenos Aires                         | Nicolás Gil Lavedra, Manuel Mendanha, Juliana Laffitte, Poeta, Roma |
| 088   | 1. November 2011   | James Franco und Frank Bidart                    | Los Angeles                          | |
| 089   | 7. Dezember 2011   | Sharon Jones und Charles Bradley                 | Brooklyn (New York)                  | Gabriel Roth, Neal Sugarman, Tommy Brenneck, Tyrone Perkins |
| 090   | 3. Januar 2012     | Mimi Müller-Westernhagen und Cosma Shiva Hagen   | Hamburg                              | Lars Kaufmann, Johanna Leuschen, Carolyn Bendahan |
| 091   | 7. Januar 2012     | Casper und Lena Meyer-Landrut                    | Berlin                               | |
| 092   | 11. Februar 2012   | Stanley Tucci und Tom Rob Smith                  | New York                             | |
| 093   | 10. März 2012      | Bertrand Bonello und Eva Ionesco                 | Paris                                | Pierre et Gilles, Christophe Bier, Pauline Jacquard |
| 094   | 7. April 2012      | James Gunn und Michael Rooker                    | Los Angeles                          | Nathan Fillion, Andre Royd, Scott Warr, Mark Yellow |
| 095   | 5. Mai 2012        | Glenn Gregory und Midge Ure                      | London                               | Claudia Bruecken, Andre Dupin, Guy Katsav |
| 096   | 2. Juni 2012       | Kraftklub und K.I.Z                              | Chemnitz                             | Melody Aurora, Daniel Köhler |
| 097   | 7. Juli 2012       | Terry Gilliam und John Landis                    | London                               | Christian Rice, Bill Bailey |
| 098   | 4. August 2012     | Clueso und David Kross                           | Görlitz                              | Carola Arndt, Heike Zadow, Fabian Bonig, Antonio Lucaciu |
| 099   | 8. September 2012  | Skin und Christine Schäfer                       | Berlin                               | Sissel Tolaas, Annelie Augustin, Odély Teboul, Rummelsnuff |
| 100   | 6. Oktober 2012    | Joko Winterscheidt und Klaas Heufer-Umlauf       | Berlin, Hamburg, Gent, London, Paris | Peaches, Till Brönner, Ralph Herforth, Lars Eidinger, Robert Stadlober, Nina Hagen, Bela B., Heinz Strunk, Wim Delvoye, Mimi Müller-Westernhagen, Pierre Woodman, Michel Friedman |
| 101   | 10. November 2012  | Michael Mittermeier und Reggie Watts             | New York                             | |
| 102   | 2. Dezember 2012   | Roger Cicero und Robert Davi                     | Little Italy (New York City)         | The Alex Lopez Sound, The Stan Rubin Orchestra |
| 103   | 5. Januar 2013     | Serdar Somuncu und Anne Will                     | Istanbul                             | Sirin Payzin, Ayben |
| 104   | 9. Februar 2013    | Tori Amos und Hauschka                           | Berlin                               | Katharina Grosse, Schneider TM, Carsten Schulz, Courtney Phillips |
| 105   | 9. März 2013       | Faith Dickey und Mimi Knoop                      | Venice                               | Abraham Burickson, Sara Kraft, Christian Hosoi |
| 106   | 6. April 2013      | Max Herre und Patrice                            | Paris                                | JR, Tony Allen, 9-1 Pact, Saul Williams |
| 107   | 5. Mai 2013        | Palina Rojinski und Alina Süggeler               | Berlin                               | Bernd Heusinger, Marcel Loko, Nikeata Thompson, Sami Slimani, Apparatschik |
| 108   | 2. Juni 2013       | Hugh Cornwell und Westbam                        | London                               | Andreas Bleckmann, DJ Flight |
| 109   | 6. Juli 2013       | Olli Schulz und Tom Schilling                    | Berlin                               | ADA, Konstantin Haubrok, Alvaro Pina, Steffen Seibert, Robert Stadlober, Felix Weth |
| 110   | 3. August 2013     | Bootsy Collins und Jamie Lidell                  | Cincinnati                           | |
| 111   | 7. September 2013  | Josef Bierbichler und Ulrich Seidl               | Kiew                                 | |
| 112   | 5. Oktober 2013    | Jamie Cullum und Boris Becker                    | London                               | OMAR |
| 113   | 2. November 2013   | Francesco Vezzoli und Rufus Wainwright           | Rom                                  | |
| 114   | 7. Dezember 2013   | Sasha Grey und Mary Ocher                        | Hamburg                              | Mariola Brillowska, Sarah Victoria |
| 115   | 4. Januar 2014     | Chris Dercon und Matthias Lilienthal             | London                               | Tim Etchells, Sophie Jung (Künstlerin), Vlatka Horvat (Künstlerin), Ragnar Kjartansson, John Paul Lynch (Taxifahrer), Wolfgang Tillmans |
| 116   | 2. Februar 2014    | Daniel Domscheit-Berg und Günter Wallraff        | Stockholm                            | Peter Sunde, Hassan Alt (2. Vorsitzender Fittja Moschee), Ulla Berglindh (Sprachwissenschaftlerin + Feministin), Arne Ruth (ehem. Chefredakteur Tageszeitung Dagens Nyheter), Anna Odell (Performance-Künstlerin) |
| 117   | 2. März 2014       | Inga Humpe und Helene Hegemann                   | Berlin                               | Birgit Minichmayr, Claudia Skoda (Mode-Designerin), Friedrich Liechtenstein, Malakoff Kowalski, Henning Gronkowski |
| 118   | 6. April 2014      | Henry Hübchen und Gerd Harry Lybke               | Leipzig                              | Guido Majewski (Porsche-Instrukteur), Thomas Pientka (UT Connewitz), Stefan Kießling (Organist Thomaskirche), Hans-Werner Schmidt (Direktor Museum der bildenden Künste), Miriam Pfeiffer (Kinobar Prager Frühling) |
| 119   | 4. Mai 2014        | Gregory Porter und Cassandra Wilson              | New York                             | Billy Mitchell (Apollo Theater), Albert „Chip“ Crawford (Pianist), Lloyd Porter (Gregorys Bruder) + Hypnotic Brass Ensemble |
| 120   | 7. September 2014  | Feo Aladag und Achinoam Nini                     | Tel Aviv                             | Gil Dor (Achinoams Gitarrist), Tomer Heymann, Ziona Patriot (Travestiekünstler), Talula Bonet (Travestiekünstler) |
| 121   | 5. Oktober 2014    | Joann Sfar und Javier Mariscal                   | Barcelona                            | Montse Ribé, David Martí, Barcelona Gipsy Klezmer Orchestra, Fernando Trueba, Manuel Huerga |
| 122   | 2. November 2014   | Conchita Wurst und Jean Paul Gaultier            | Wien                                 | Claudia Reifberger (Universität für angewandte Kunst Wien), Markus Binder + Emil Beindl, Yuhei Mukai, Daniel Kok (Choreograf) |
| 123   | 16. Dezember 2014  | Mauer Spezial                                    | Berlin                               | Aṣa, David Chipperfield, Clueso, Ken Follett, Daniel Hope, Wladimir Kaminer, Mieze Katz, Daniel Kehlmann, Fanfara Kalashnikov, Friedrich Liechtenstein, Matthias Lilienthal, Udo Lindenberg, Peter Maffay, Miklós Németh, Thierry Noir, Miss Platnum, Richard Sennett, Patti Smith, Wolfgang Tillmans, Hannelore Wandrei, Slavoj Žižek, Spree & Mowitz    |
| 124   | 11. Januar 2015    | Ina Müller und Sarah Connor                      | Barcelona                            | |
| 125   | 8. Februar 2015    | Haftbefehl und Oliver Polak                      | Offenbach und Frankfurt              | Dennis Aukili (Koch), Dietmar Daniel, Michael Herl, Costa Meronianakis |
| 126   | 22. März 2015      | Sibel Kekilli und George R. R. Martin            | Santa Fe                             | Melinda Snodgrass |
| 127   | 5. April 2015      | Til Schweiger und Fahri Yardım                   | Hamburg                              | |
| 128   | 9. August 2015     | South by Southwest Spezial                       | Austin                               | Jonathan Demme, Louis Black, Robert Rodriguez, Richard Linklater, Hannah Cheesman, Emily Best, Tim League, Joshua Oppenheimer, Ben Kweller, Thor Harris und Sarah Gautier |
| 129   | 20. September 2015 | Rio Spezial                                      | Rio de Janeiro                       | Bianca Jagger, Dieter Meier, Raffaela Lemes (Miss Rio 2015), Ivo Pitanguy, Vik Muniz, Ernesto Neto, Marisa Monte, Nilze Carvalho, Chico César und Johayne Ildefonso (künstlerische Leiter der AfroReggae Cultural Group) |
| 130   | 13. Dezember 2015  | Till Brönner und Jonathan Jeremiah               | Las Vegas                            | Jan Rouven, Bob Anderson (Sänger) |
| 131   | 28. April 2016     | Thomas Ostermeier und Niki Karimi                | Teheran                              | |
| 132   | 21. Oktober 2016   | Thurston Moore und Phil Collins                  | Berlin                               | |
| 133   | 13. November 2016  | Inna Schewtschenko und Gérard Biard              | Paris                                | |
| 134   | 28. Dezember 2016  | Jim Rose und Joe Coleman                         | Nantes                               | |
| 135   | 12. März 2017      | Liam Cunningham und Jim Sheridan                 | Dublin                               | John Kavanagh (Trainer für Mixed Martial Arts), Kevin Thornton (Chefkoch), Shimmy Marcus (Regisseur) |
| 136   | 2. Juli 2017       | Martina Gedeck und Navid Kermani                 | Neapel                               | |
| 137   | 12. August 2017    | Aleksey Igudesman und Hyung-ki Joo               | Salzburg                             | Sarah Wedl-Wilson (Vize-Rektorin der Universität Mozarteum Salzburg), Helga Rabl-Stadler, Barbara Unterkofler und Philipp Spängler von „Next Generation“, Jan Meier (Leitung Kostüm und Maske), Vladimir Jurowski, Asmik Grigorian, Aurélia Thierrée (Schauspielerin, Enkelin von Charlie Chaplin), Peter Lohmeyer, Michael Sturminger, Teodor Currentzis |
| 138   | 15. Oktober 2017   | Leïla Slimani und Kamel Daoud                    | Paris                                | |
| 139   | 29. Januar 2018    | Oskar Roehler und Lars Eidinger                  | Berlin                               | Oliver Masucci, John Bock |
| 140   | 18. Februar 2018   | Dave Stewart und Vanessa Amorosi                 | Los Angeles                          | |
| 141   | 28. November 2018  | Dmitry Glukhovsky und Kamila Shamsie             | Frankfurt                            | Claudia Otto (Juristin, Recht innovativ (Ri)), Aslı Erdoğan (Autorin, Physikerin) |
| 142   | 22. Mai 2019       | Pamela Anderson und Srećko Horvat                | Graz                                 | Nnimmo Bassey (Umweltschützer) |
| 143   | 21. Oktober 2019   | Carola Rackete und Maja Lunde                    | Oslo                                 | Fay Wildhagen (Musikerin) |
| 144   | 17. Mai 2020       | Flake Lorenz und Joey Kelly                      | Köln                                 | Mario Kramp, Tobias Schwaderlapp (Jugendseelsorger), Flic Flac (Sondervorstellung) |
| 145   | 11. Oktober 2020   | Matthias Lilienthal und Anne Imhof               | München                              | |
| 146   | 16. September 2021 | Spezial Paris-Berlin                             | Berlin und Paris                     | Ariane Ascaride, Stéphane Braunschweig. Thomas Oberender, Milo Rau |

Einige Folgen (in der Folgenliste mit * versehen) wurden als DVD bei Zweitausendeins veröffentlicht. Außerdem erschien eine Bonus-DVD mit zusätzlichem Material aus den veröffentlichten Folgen.

## Auszeichnungen
- 2006: Adolf-Grimme-Preis Wettbewerb „Spezial“ Edda Baumann-von Broen, Cordula Kablitz-Post, Martin Pieper und Hasko Baumann